# Japanische Badmintonmeisterschaft 2008
Die Japanische Badmintonmeisterschaft 2008 fand vom 12. bis zum 16. November 2008 in Tokio statt. Es war die 62. Austragung der nationalen Titelkämpfe im Badminton in Japan.

## Medaillengewinner
| Disziplin    | Gold                            | Silber                         | Bronze                           |
| ------------ | ------------------------------- | ------------------------------ | -------------------------------- |
| Herreneinzel | Ken’ichi Tago                   | Shoji Sato                     | Yūichi Ikeda                     |
| Herreneinzel | Ken’ichi Tago                   | Shoji Sato                     | Shō Sasaki                       |
| Dameneinzel  | Eriko Hirose                    | Kanako Yonekura                | Megumi Taruno                    |
| Dameneinzel  | Eriko Hirose                    | Kanako Yonekura                | Ai Goto                          |
| Herrendoppel | Shintarō Ikeda Shūichi Sakamoto | Kenta Kazuno Kenichi Hayakawa  | Yoshiteru Hirobe Hajime Komiyama |
| Herrendoppel | Shintarō Ikeda Shūichi Sakamoto | Kenta Kazuno Kenichi Hayakawa  | Tadashi Ohtsuka Keita Masuda     |
| Damendoppel  | Kumiko Ogura Reiko Shiota       | Satoko Suetsuna Miyuki Maeda   | Misaki Matsutomo Ayaka Takahashi |
| Damendoppel  | Kumiko Ogura Reiko Shiota       | Satoko Suetsuna Miyuki Maeda   | Aya Wakisaka Ikue Tatani         |
| Mixed        | Keita Masuda Miyuki Maeda       | Yoshiteru Hirobe Yūko Kanamori | Hajime Komiyama Sayuri Asahara   |
| Mixed        | Keita Masuda Miyuki Maeda       | Yoshiteru Hirobe Yūko Kanamori | Katsuki Dōmoto Yui Fujiwara      |